# Ruder-Weltmeisterschaften 2008
Die Ruder-Weltmeisterschaften 2008 fanden vom 20. bis 27. Juli 2008 in Ottensheim bei Linz in Österreich statt. Die Wettkämpfe wurden auf einem Seitenarm der Donau mit stehendem Wasser ausgetragen. Aufgrund der im selben Jahr stattfindenden Olympischen Spiele in Peking wurden nur die Wettbewerbe der nichtolympischen Bootsklassen und zeitgleich auch die der Junioren (U19) durchgeführt.

## Weltmeisterschaften der nichtolympischen Bootsklassen

### Männer
| Bootsklasse                                  | Gold | Gold    | Silber | Silber  | Bronze | Bronze  |
| -------------------------------------------- | --- | ------- | --- | ------- | --- | ------- |
| Leichtgewichts-Einer (LM1x)                  | Neuseeland Duncan Grant | 6:52,38 | Niederlande Jaap Schouten | 6:52,73 | Griechenland Ilias Pappas | 6:55,00 |
| Leichtgewichts-Doppelvierer (LM4x)           | Italien Franco Sancassani Daniele Gilardoni Stefano Basalini Daniele Danesin                                                                                 | 5:57,30 | Frankreich Rémi Di Girolamo Jérémie Azou Fabrice Moreau Pierre-Étienne Pollez                                                                                            | 5:57,56 | Deutschland Stephan Schad Knud Lange Felix Övermann Michael Wieler | 5:59,50 |
| Leichtgewichts-Zweier ohne Steuermann (LM2-) | Griechenland Nikolaos Gountoulas Apostolos Gountoulas | 6:40,92 | Italien Andrea Caianiello Armando Dell’Aquila | 6:42,88 | Serbien Goran Nedeljković Miloš Tomić | 6:45,25 |
| Leichtgewichts-Achter (LM8+)                 | Vereinigte Staaten Simon Carcagno Andrew Bolton Colin Farrell Michael Altman Patrick Todd Will Daly Thomas Paradiso Matthew Muffelman Ned del Guercio (Stm.) | 5:50,29 | Deutschland Matthias Veit Marc Rippel Johann-Sebastian Diemann Jonas Schützeberg Matthias Schömann-Finck Adrian Bretting Olaf Beckmann Axel Schuster Martin Sauer (Stm.) | 5:51,69 | Niederlande Pieter Rom Colthoff Diederick van den Bouwhuijsen Reinoud de Groot Dennis Beemsterboer Rutger Bruil Jolmer van der Sluis Maarten Tromp Maarten de Boer Ryan den Drijver (Stm.) | 5:52,37 |
| Zweier mit Steuermann (M2+)                  | Kanada Gabriel Bergen James Dunaway Mark Laidlaw (Stm.) | 7:06,69 | Frankreich Sebastien Lente Benjamin Lang Benjamin Manceau (Stm.) | 7:08,64 | Australien Nick Baxter Fergus Pragnell Hugh Rawlinson (Stm.) | 7:09,30 |

### Frauen
| Bootsklasse                        | Gold                                                                              | Gold    | Silber                                                                        | Silber  | Bronze                                                                         | Bronze  |
| ---------------------------------- | --------------------------------------------------------------------------------- | ------- | ----------------------------------------------------------------------------- | ------- | ------------------------------------------------------------------------------ | ------- |
| Leichtgewichts-Einer (LW1x)        | Schweiz Pamela Weisshaupt                                                         | 7:43,26 | Irland Sinéad Jennings                                                        | 7:43,81 | Kroatien Mirna Rajle Brođanac                                                  | 7:47,15 |
| Leichtgewichts-Doppelvierer (LW4x) | Australien Ingrid Fenger Bronwen Watson Miranda Bennett Alice McNamara            | 6:36,41 | Polen Monika Myszk Magdalena Kemnitz Weronika Deresz Ilona Mokronowska        | 6:39,38 | Vereinigte Staaten Elizabeth Peters Wendy Tripician Rebecca Smith Hannah Moore | 6:40,77 |
| Vierer ohne Steuerfrau (W4-)       | Belarus Hanna Nachajewa Wolha Schtscharbatschenja Natallja Helach Julija Bitschyk | 6:39,89 | Vereinigte Staaten Karen Colwell Stesha Carle Sarah Trowbridge Esther Lofgren | 6:43,56 | Dänemark Maria Pertl Lisbet Jakobsen Fie Graugaard Lea Jakobsen                | 6:44,69 |

### Medaillenspiegel
| Platz | Land               | Gold | Silber | Bronze | Gesamt |
| ----- | ------------------ | ---- | ------ | ------ | ------ |
| 1     | Vereinigte Staaten | 1    | 1      | 1      | 3      |
| 2     | Italien            | 1    | 1      |        | 2      |
| 3     | Australien         | 1    |        | 1      | 2      |
| 3     | Griechenland       | 1    |        | 1      | 2      |
| 5     | Belarus            | 1    |        |        | 1      |
| 5     | Kanada             | 1    |        |        | 1      |
| 5     | Neuseeland         | 1    |        |        | 1      |
| 5     | Schweiz            | 1    |        |        | 1      |
| 9     | Frankreich         |      | 2      |        | 2      |
| 10    | Deutschland        |      | 1      | 1      | 2      |
| 10    | Niederlande        |      | 1      | 1      | 2      |
| 12    | Irland             |      | 1      |        | 1      |
| 12    | Polen              |      | 1      |        | 1      |
| 14    | Kroatien           |      |        | 1      | 1      |
| 14    | Dänemark           |      |        | 1      | 1      |
| 14    | Serbien            |      |        | 1      | 1      |
| Summe | Summe              | 8    | 8      | 8      | 24     |

## Weltmeisterschaften der Junioren
Die Ruder-Weltmeisterschaften der Junioren 2008 wurden in 13 Bootsklassen ausgetragen. Es nahmen 655 Junioren aus 48 Ländern aller Kontinente teil. Erfolgreichste Nation war Deutschland, das in 12 von 13 Wettbewerben eine Medaille errang.